# Mészáros M. János
Mészáros M. János (Mocsa, 1929. április 29. – Budapest, 2009. április 16.) magyar állatorvos.

## Életpályája
1946–1949 között tanulmányi segélyben és ösztöndíjban részesült. 1948-ban egy hónapig segédmunkásként dolgozott a Ganz Vagon- és Gépgyárban. 1949-ben érettségizett. 1954-ben diplomázott az Állatorvostudományi Főiskola hallgatójaként. 1954–1989 között az Állatorvostudományi Főiskola Kórbonctani Tanszékén dolgozott egyetemi tanársegédként illetve adjunktusként. 1957–1962 között kórtant és kórbonctant tanított a Maglódi úti állat-egészségügyi technikumban. 1957–1979 között az Állatorvostudományi Egyetem rektora volt.  1957–1990 között – társszerzőkkel – 31 szakközleménye jelent meg hazai és külföldi szaklapokban. 1959-ben Csehszlovákiában volt ösztöndíjas tanulmányúton. 1963-tól egyetemi adjunktus volt. 1963–1966 között elvégezte a Marxizmus–Leninizmus Esti Egyetemet. 1971-ben Bécsben volt tanulmányúton. 1977-ben, Varsóban volt tanulmányúton. 1985–2003 között a Magyar Orvostörténelmi Társaság Numizmatikai Szakosztályában tíz állatorvos-történeti előadást tartott. 1988–2003 között a Magyar Numizmatikai Társulatban hat előadást tartott. 1989-ben nyugdíjba vonult.

### Munkássága
1984-től a magyar állatorvostörténelem numizmatikai emlékeinek összegyűjtésével és feldolgozásával foglalkozott. Összegyűjtötte, feldolgozta és publikálta a magyar állatorvosi érmeket, plaketteket és jelvényeket, valamint a magyar állatorvosoknak az elmúlt 100 év folyamán kapott hazai és külföldi állami kitüntetéseit. 2003-ig elkészült állatorvos-történeti szobrok, emléktáblák és festmények irodalmi hivatkozásainak összegyűjtésével megteremtette a digitális arcképcsarnok elkészítésének alapját.
Sírja a Kispesti temetőben található.

## Művei
- Egészségvédelmi és biztonságtechnikai ismeretek (egyetemi jegyzet, 1975)
- Magyar állatorvosi érmek, plakettek és jelvények - Numismatic tokens of veterinary history in Hungary (1986)
- A háziállatok diagnosztikai boncolása (1992; 1998)

## Díjai
- "A kitűnő tanulásért" érdemérem (1950)[4]
- Mezőgazdaság Kiváló Dolgozója (1969)
- Rektori Dicséret (1974)
- Az oktatás Kiváló Dolgozója (1975)
- Kiváló Munkáért (1979; 1989)
- Állatorvos-tudományi Egyetem Díszpolgára (1999)[4]
- Szent István Egyetem Babérkoszorújának Arany Fokozata (2007)[5]

## Emlékezete
- 2013-ban felavatták emléktábláját szülőfalujában, Mocsán, a helytörténeti gyűjteménynek otthont adó Emlékház falán.[6]